# Robert Micheau-Vernez
Pour les articles homonymes, voir Micheau et Robert Micheau.
 (juin 2015).
 (juin 2015).
- Si vous ne connaissez pas le sujet, laissez ce bandeau (vous pouvez alors contacter les auteurs).
- Si vous supprimez le contenu mis en cause (vous pouvez préalablement contacter les auteurs),

argumentez précisément cette suppression dans la page de discussion
(un manque de référence n'est pas un argument ; une recherche réelle de référence doit avoir été effectuée, être formellement documentée).
Robert Micheau-Vernez, né le 16 octobre 1907 à Brest, et mort le 8 juin 1989 au Croisic, est un peintre, illustrateur, affichiste, céramiste et vitrailliste français.

## Biographie
Fils d'un officier de marine, Robert Micheau fait ses études au collège Saint-Louis à Brest. Parallèlement, il suit les cours du soir de l’école des beaux-arts de Brest en compagnie du peintre Charles Lautrou (1891-1953). D’octobre 1926 à juin 1928, il suit les cours de l’école régionale des beaux-arts de Nantes dans l’atelier du peintre Émile Simon (1890-1976), où il obtient une médaille en juin 1927. Puis il est admis à l’École des beaux-arts de Paris dans l’atelier du peintre Lucien Simon (1861-1945). Son cursus se poursuit jusqu’en juin 1930. Parallèlement il s’inscrit aux cours des Ateliers d'art sacré de Maurice Denis (1870-1943). En décembre 1932, il épouse Lysa-Mina Vernez, elle-même médaillée des Beaux-Arts de Nantes en juin 1929. C’est sous le double patronyme de « Micheau-Vernez » qu’il signera désormais ses œuvres. De cette union naîtront trois enfants, Gwénola, Gaël et Mikaël.
Dès la sortie de l’École des beaux-arts de Paris, à une époque où la crise de 1929 se fait durement ressentir, Micheau-Vernez passe par précaution son professorat de dessin en juin 1930, tout en pensant comme beaucoup de jeunes artistes que cette situation serait provisoire. Il fera néanmoins carrière de professeur de dessin dans plusieurs lycées d’avril 1932 à octobre 1967 : Brest, Bastia, La Roche-sur-Yon, Lannion, Grasse, Pont-l’Abbé et Quimper, et résidera ensuite à Grasse, Cannes et au Croisic. Mais durant toutes ces années, il continuera à peindre.
En 1930, René-Yves Creston (1898-1964) lui demande de rejoindre le mouvement des Seiz Breur, qui a vocation à créer un art breton contemporain. Il y adhère par solidarité, mais participera peu à leurs activités et en démissionnera en juin 1946.
En novembre 2005, la ville de Quimper donne le nom de l’artiste à l’une de ses rues.

## Le peintre
Mikaël Micheau-Vernez écrit : « Micheau-Vernez peint et dessine jusqu’à sa mort, mais détruit aussi beaucoup. Ses maîtres complémentaires seront Cézanne, Gauguin et Bonnard. Avec l’obstination de toute une vie, il aura la conviction que leurs œuvres ne sont pas une fin en soi et que l’on peut continuer dans la recherche et la voie qu’avaient tracé ces précurseurs. Érudit sur l’apport et l’invention des maîtres, technicien du mariage des couleurs, il s’essaie aux audaces de nouvelles harmonies que l’on sent raisonnées, dans une construction toujours originale. La peinture est avant tout un art de la couleur, répétait mon père et il précisait : la musique et la peinture sont très proches l’une de l’autre. Beethoven, par la construction et la couleur, est un grand peintre, comme Gauguin ou Cézanne sont pour les mêmes raisons de grands compositeurs. Ainsi, ma peinture est comme la musique, chaque partition est une abstraction en soi, et pourtant l’ensemble de la composition est signifiant. »[réf. nécessaire]
Micheau-Vernez n’expose qu’avec parcimonie. Le galeriste Armand Drouant (1898-1978) à Paris le découvre le 2 octobre 1977, alors que l’artiste a 70 ans, et lui consacre une exposition en mars 1978. Le critique d’art André Parinaud (1924-2006), directeur du mensuel Galerie des Arts, écrit dans le no 178 : « Il est peu d’existence plus discrète, plus secrète dans la simplicité que celle de cet artiste et d’œuvre plus éclatante de couleurs, de soleil et de jeunesse. L’ancien élève de Maurice Denis a retenu la leçon des nabis, la pureté intangible du geste artistique, la pudeur pour toute démarche. À 71 ans, il a accumulé une œuvre considérable que bien peu connaissent, dont son ami Magnelli qui tentait de le faire sortir de sa réserve. On va donc voir l’œuvre d’une vie surgir à la lumière, mais une œuvre réalisée dans la clarté solaire et pour mieux célébrer sans doute la sensualité profonde de la vie. Sa peinture proclame l’assurance, la force, elle est structurée, affirmée, fougueuse. Chaque touche capte la lumière avec une qualité de précision technique qui montre la sûreté de la main. Mais le métier serait peu de chose sans cet œil amoureux, gourmand, attentif et profond qui commande l’intention du peintre. Ce sont des pépites de soleil enchâssées par un magistral sertisseur. »
Le critique d'art Jacques Dubois publie le 15 mars 1978, dans la revue L'Amateur d'Art : « Alchimiste de la couleur, il en a pénétré tous les mystères. Peintre de la forme, il en reconstitue les termes avec un art confirmé, procédant par juxtaposition de taches de couleur pure, appliquées au couteau, dans un style très personnel, relevant d’un tempérament fort, optimiste où le mouvement est mû par un geste musical qui nous transporte dans un monde sur lequel règne le soleil. Un talent sûr, une âme profonde, une science faite de recherches et d’expériences. »
Le peintre n’est représenté que de façon irrégulière aux Salons nationaux : Société nationale des beaux-arts (1942, 1947, 1963), Société des artistes français (1965), Salon d’automne (1962, 1980, 1981, 1982), Salon de la Marine (1986).

## Le dessinateur
Robert Micheau-Vernez préservera toujours du temps pour dessiner, pour ne pas perdre la main, mais aussi comme dérivatif par rapport à sa peinture. Il utilisera la plume et l’encre de Chine puis, dès 1957, un feutre, le flo-master, et enfin le pastel dans les années 1970. Il traite des portraits, des nus, des fleurs et beaucoup de marines. Mais aussi des bandes dessinées évoquant un monde fantasmagorique de korrigans.

## L’illustrateur
Micheau-Vernez réalise plus de 1000 illustrations, le plus souvent à l’encre de Chine. Il illustre des ouvrages  scolaires d’histoire de France, de géographie, les Fables de La Fontaine, ainsi que des livres et documents ayant trait à la Bretagne.

## L’affichiste
Dès 1932, Micheau-Vernez remporte un 1er prix d’affiche à Brest sur le thème de la TSF à la ferme, et réalise la même année l’affiche du Bleun Brug de Brest. Très peu sollicité, il lui revient cependant d’avoir créé une trentaine d’affiches, essentiellement pour des fêtes bretonnes : Fête de Cornouaille à Quimper en 1954, Pardon de La Baule en 1964, Fête des Filets Bleus de Concarneau en 1971, Festival Interceltique de Lorient en 1971, 1972 et 1983, Salon du livre maritime de Concarneau en 1985…

## Le céramiste
Dans sa jeunesse, il réalise des sculptures en faïence avec une décoration ethnographique bretonne. En novembre 1930, à la galerie Saluden de Brest, il expose dix huit faïences, dont treize assiettes en collaboration avec la Faïencerie Henriot de Quimper. Le succès immédiat accréditera une collaboration de trente ans avec la faïencerie, avec la création de cent quarante sculptures dont quelques plats. Ses œuvres en faïence ont marqué la célébrité de Micheau-Vernez. Devenant rapidement l’image de marque des Faïenceries Henriot de Quimper, ses œuvres figurent en couverture des catalogues de la faïencerie. Cette situation occulta complètement son œuvre picturale
On peut voir un grand panneau décoratif sur carreau de faïence, créé en 1950, dans le hall de la gare SNCF de Quimper. Une grande pièce représentant une Bigoudène en costume bigouden fut offerte au général de Gaulle par les habitants de l’île de Sein, lors de sa visite du 12 juin 1949. Elle sera installée dans son bureau jusqu’en 1958.
Le fils de l’artiste Robert Micheau-Vernez a offert récemment une carte de la Bretagne composée de 192 carreaux de faïence à la ville de Quimper. Cette œuvre de 1,80 m de haut sur 2,40 m de large a été réalisée pendant l'été 1962 ; cette œuvre méconnue, restaurée, a obtenu une place de choix le 20 décembre 2019 dans le hall de la mairie.

## L’art sacré
Micheau-Vernez restera profondément marqué par son passage aux Ateliers d’art sacré dirigés par Maurice Denis. En 1932, il reçoit la commande de deux vitraux pour l’église du Conquet (Finistère), sur la vie de dom Michel Le Nobletz (1577-1652). En 1936, il peint trois tympans pour l’église Saint-Donatien à Nantes. En 1937, il présente un Christ en croix à l’exposition d’art sacré moderne à l’église Sainte-Odile de Paris. Le 1er mai 1939 et en juin 1947, il participe aux expositions d’art sacré au musée des beaux-arts de Nantes. Le 25 août 1946, huit verrières sur le thème de la Passion du Christ sont inaugurées à Parigné-le-Pôlin (Sarthe), qui seront suivis un an plus tard par un Chemin de Croix peint sur toile. Le 29 septembre 1946 sont également inaugurés deux vitraux pour l’église de Saint-Michel-en-Grève (Côtes-d'Armor), qui seront suivis d’un troisième vitrail en 1955 avec, comme ceux du Conquet, des textes en langue bretonne. En dehors du vitrail et de la peinture, Micheau-Vernez réalise trois Vierges en faïence pour la Faïencerie Henriot, deux en 1941 et une en 1958.
Il s’intéresse également aux icônes orthodoxes avec une première création peinte le 13 août 1969, et réalise ensuite des œuvres plus complexes en cuivre ou en laiton repoussé. Le 3 novembre 1979, une grande icône en cuivre de 170 sur 95 cm prenait place dans l’église Saint-Michel-Archange de Cannes, où il collabora comme diacre, puis prêtre sous le nom du « père Patrick » dans les années 1970-1980.
Le Chemin de Croix de l'église de Parigné-le-Pôlin (le 21 janvier 2012) et les vitraux des églises du Conquet et de Saint-Michel-en-Grève (le 3 juillet 2013), sont inscrits à l'inventaire des monuments historiques.

## Ouvrages illustrés
- Histoire de France, classe de 7e et 8e, librairie l’École, 1933
- Histoire de France, classe de 8e et 9e, librairie l’École, 1934
- Histoire de France, classe de 10e et 11e, librairie l’École, 1934
- Histoire de France, certificat d’études, éditions École et Collège, 1937
- Au Large, recueil de textes, éditions École et Collège, 1938
- Fables de La Fontaine, éditions École et Collège, 1938
- Histoire de France enfantine, éditions École et Collège, 1939
- Au-dessus de l’amour, de F. Lamothe, 1939
- La géographie des petits, éditions École et Collège, 1942
- Ar Pesk Aour (le poisson d’or) de Paul Féval, Editions Gwalarn, 1942
- Deux enfants de France, éditions de l’École, 1944
- Le paradis breton, édition Bonne Presse, 1951
- Leçons de choses enfantines, éditions de l’École, 1956
- Wa-Raog Kit (Musique pour Binious et Bombardes), Bodadeg ar Sonerion, 1967

## Expositions
- Du 13 août au 16 octobre 2004, le musée de la Faïence de Quimper consacre une rétrospective aux œuvres en faïence de l’artiste ;
- Du 27 mai au 27 septembre 2009, le port-musée de Douarnenez (Finistère), présente une exposition de marines de l’artiste ;
- Du 12 juin au 4 octobre 2009, le musée du Faouët (Morbihan) présente une rétrospective de l’ensemble de ses œuvres ;
- Du 2 mai au 10 juin 2011, le musée d'art et d'histoire de Provence à Grasse (Alpes-Maritimes), propose une exposition « Micheau-Vernez, alchimiste de la couleur » ;
- Du 18 juin au 20 juillet 2011, la ville du Croisic (Loire-Atlantique), organise une exposition « Hommage à l’artiste Micheau-Vernez » ;
- Du 6 au 30 août 2011, le festival interceltique de Lorient accueille une exposition « Micheau-Vernez, artiste breton ouvert sur le monde de l’art » ;
- Du 30 mars au 26 avril 2012, la ville de Saint-Malo expose 180 de ses œuvres ;
- Du 1er août au 30 octobre 2012, le musée de Galway (Irlande) présente 120 œuvres de l'artiste ;
- 13 juillet au 18 août 2013, exposition à Guidel (Morbihan), « Micheau-Vernez et l'Art Sacré et religieux » ;
- 14 décembre 2013 au 15 mars 2014, la galerie de la Manufacture Henriot à Quimper (Finistère) présente « Micheau-Vernez, de la faïence à la peinture… l'art de la couleur » ;
- Les 5 et 6 septembre 2015, à Gourin (Morbihan) au château de Tronjoly, dans le cadre du championnat des sonneurs, exposition de 130 œuvres.